# Negru Vodă (Constanța)
Negru Vodă est une ville de Roumanie, dans le județ de Constanța. Son nom évoque le voïvode valaque Radu Negru (« Radou le Noir »).

## Démographie
Lors du recensement de 2011, 90,86 % de la population se déclarent roumains, 2,92 % comme roms, 1,06 % comme turcs (4,57 % ne déclarent pas d'appartenance ethnique et 0,56 % déclarent appartenir à une autre ethnie).

## Politique
| Parti | Parti                                                 | Sièges |
| ----- | ----------------------------------------------------- | ------ |
|       | Parti social-démocrate (PSD)                          | 4      |
|       | Parti national libéral (PNL)                          | 7      |
|       | Union nationale pour le progrès de la Roumanie (UNPR) | 2      |
|       | Parti Mouvement populaire (PMP)                       | 2      |